# Велика зірка
«Крижана кампанія» (фр. La Compagnie des Glaces, в англомовних країнах — Велика зірка, англ. Grand Star) — науково-фантастичний телесеріал, створений 2006 року, спільного виробництва Канади, Франції та Бельгії. Створений на основі циклу романів французького письменника Жоржа-Жана Арно «Крижана кампанія». Знятий у Валерс-Аренберг, Франція й спочатку демонструвався на телеканалах Space та CTV Two.

## Сюжет
Сюжет серіалу розгортається в апокаліптичному майбутньому через 100 років після катастрофічного ядерного вибуху, яке спровокувало населення Землі, Місяць вибухнув й спровокував новий льодовиковий період на Землі, події розгортаються навколо взаємодії невеликої спільноти землян, які вижили, та нащадків колоністів, які втекли з Місяця напередодні катастрофи й тепер повернулися на нашу планету.
У 2007 році було випущено гру стратегію, яка базується на сюжеті телесеріалу. У грі гравці змагаються, використовуючи свої поїзди, щоб зібрати якнайбільше грошей для контролю над джерелом енергії.

## Список серій
1. L'immense lumière — «Величезне світло»
2. L'origine de Cal — «Походження Кал»
3. Un nouveau commandant — «Новий командир»
4. NARA
5. Les cobayes — «Морські свинки»
6. Un canon pour le soleil — «Гармата для сонця»
7. Un début de rébellion — «Початок повстання»
8. Détenu dans le froid — «Прихід холода»
9. Le prisonnier de Palidor — «В'язень Палідора»
10. L'exode — «Наслідок»
11. La nouvelle station — «Нова станція»
12. La tempête de la vérité — «Справжній шторм»
13. A la recherche des rénovateurs — «У пошуках ремонтників»
14. Coupure de courant — «Відключення електроенергії»
15. Le fugitif — «Втеча»
16. Marcus — «Маркус»
17. L'évasion — «Втеча»
18. Jonah — «Йона»
19. Les masques blancs — «Білі маски»
20. Le jugement de Zel — «Суд Зеля»
21. Lavage de cerveau — «Промивка мозку»
22. Une nouvelle recrue — «Новий набір»
23. Les vestiges du passé — «Пережитки минулого»
24. Les rénovateurs — «Ремонтники»
25. La destinée de Cal — «Доля Кал»
26. La lumière chaude — «Обпікаюче світло»